# Soneto 145
| «» Soneto 145 |
| --- |
| Those lips that Love's own hand did make, Breathed forth the sound that said 'I hate', To me that languished for her sake: But when she saw my woeful state, Straight in her heart did mercy come, Chiding that tongue that ever sweet Was used in giving gentle doom; And taught it thus anew to greet; 'I hate' she altered with an end, That followed it as gentle day, Doth follow night, who like a fiend From heaven to hell is flown away. 'I hate', from hate away she threw, And saved my life, saying 'not you'. |
| –William Shakespeare |

O Soneto 145 é um dos 154 sonetos de William Shakespeare. Faz parte da sequência de sonetos Dark Lady. Eles lidam com o orador (que geralmente é considerado o próprio William Shakespeare) e seu relacionamento com sua amante, a Dark Lady. Este soneto em particular tem sido objeto de algum debate. Alguns estudiosos acreditam que o poema foi realmente escrito para a esposa de Shakespeare, Anne Hathaway. A frase “hate away”, que soa como Hathaway, pode ter sido uma referência a ela.
Provavelmente o poema mais criticado de Shakespeare, alguns estudiosos chegam a duvidar que o Soneto 145 seja realmente de Shakespeare, pois, além da métrica única (tetrâmetro iâmbico entre os restantes pentâmetros iâmbicos), ele parece doce demais, ingênuo demais, comparado aos outros de Shakespeare.

## Traduções

### Tradução deThereza Christina Rocque da Motta
A tradutora fez uma tradução próxima à literal, sem se ater às regras próprias do soneto quanto a ritmo, métrica, rima, forma, como se fosse o que antigamente se chamava um quatorzain.
Estes lábios que a mão do Amor criou,

Entreabriram-se para dizer, “Eu odeio”,

A mim que sofria de saudades dela:

Mas, ao ver meu estado desolado,

Seu coração se tomou de piedade,

Repreendendo a língua, que, sempre tão doce,

Foi gentilmente usada para me exterminar;

E ensinou-lhe, assim, a dizer, novamente:

“Eu odeio”, alterou-se, por fim, sua voz,

Que se seguiu como a noite

Segue o dia, que, como um demônio,

Do céu ao inferno é atirado.

“Eu odeio”, do ódio ela gritou,

E salvou-me a vida, dizendo – “Tu, não”.

### Tradução deMilton Lins
O tradutor Milton Lins, talvez achando irregular este soneto em tetrâmetro iâmbico (octossílabo) entre todos pentrâmetros iâmbicos, traduziu-o como heroico fosse, em decassílabos.
Aqueles lábios são ações de Amor

Sopradas pelo som que diz: "detesto",

Para mim, que chorei com todo ardor,

Quando ela viu o meu lamento presto.

Bem do seu coração parte o bom tino,

Ralhando com a língua, a luminar

Usada para dar doce destino,

E instruída outra vez para saudar:

"Detesto", ela explodiu com expressão,

E o que se viu foi um clarão de aurora

Seguir a noite; quem prefere o cão,

Do céu para o inferno - vai embora.

"Detesto" - e seu desgosto asseverou:

"Só gosto de você" - e me salvou.

### Tradução de José Arantes Júnior
O tradutor José Arantes Júnior não manteve a métrica octossílaba do original, apresentando, no entanto, versos com ritmo irregular em sua versão portuguesa, com sua forma plástica em versos com 36 caracteres, e lhe acrescentou um título.
Noite Maligna e Dia Encantador

Lábios, que as mãos do amor avivaram,

Sopraram um som que disse “eu odeio”,

E minhas forças do imo se definharam

Mas ao constatar meu triste devaneio,

Tocada no coração adveio a compaixão

Refreando a língua que, sempre amiga,

Fora usada para uma gentil avaliação

E mudou para algo que o sutil abriga;

“Eu odeio”, ela se alterou na dicção,

já foi seguido por um dia encantador,

que seguiu à noite de maligna feição

e foi embora com um tino regenerador;

“Odeio” foi embora com o que vivi,

e me deu a vida ao dizer: “não a ti”.

### Tradução dePaulo Camelo
O tradutor trouxe o soneto ao formato esperado, de pentâmetro iâmbico, compondo-o em ritmo holístico, e continuando o formato de soneto inglês, esquema rímico ABAB CDCD EFEF GG dos outros compostos pelo autor.
Aqueles lábios, feitos pelo amor,

exalam sons que dizem “eu detesto”.

Então, definho ao não sentir ardor

no que ela disse, num dizer honesto

ao coração, num gesto de perdão

ou de doçura pelo que antes disse,

um gesto doce de condenação

que me ensinasse o que eu jamais sentisse.

E repetiu: “detesto!” E assim findou,

seguindo o afazer suavemente

e, vindo a noite, ela endemoniou

e fez do céu o inferno, de repente.

Então, esse “eu detesto” jogou fora

e me salvou: “não é você agora”.